# Евтимий Скопски
Евтимий (на сръбски: Јефтимије) е православен духовник, скопски митрополит на Печката патриаршия в 1687 година.

## Биография
Евтимий заема катедрата в Скопие само няколко месеца. За пръв път е споменат на 23 април 1687 година, а през септември същата година през Букурещ заминава за Русия да търси помощ против католиците. Остава в Русия, където и умира.